# Flatwound

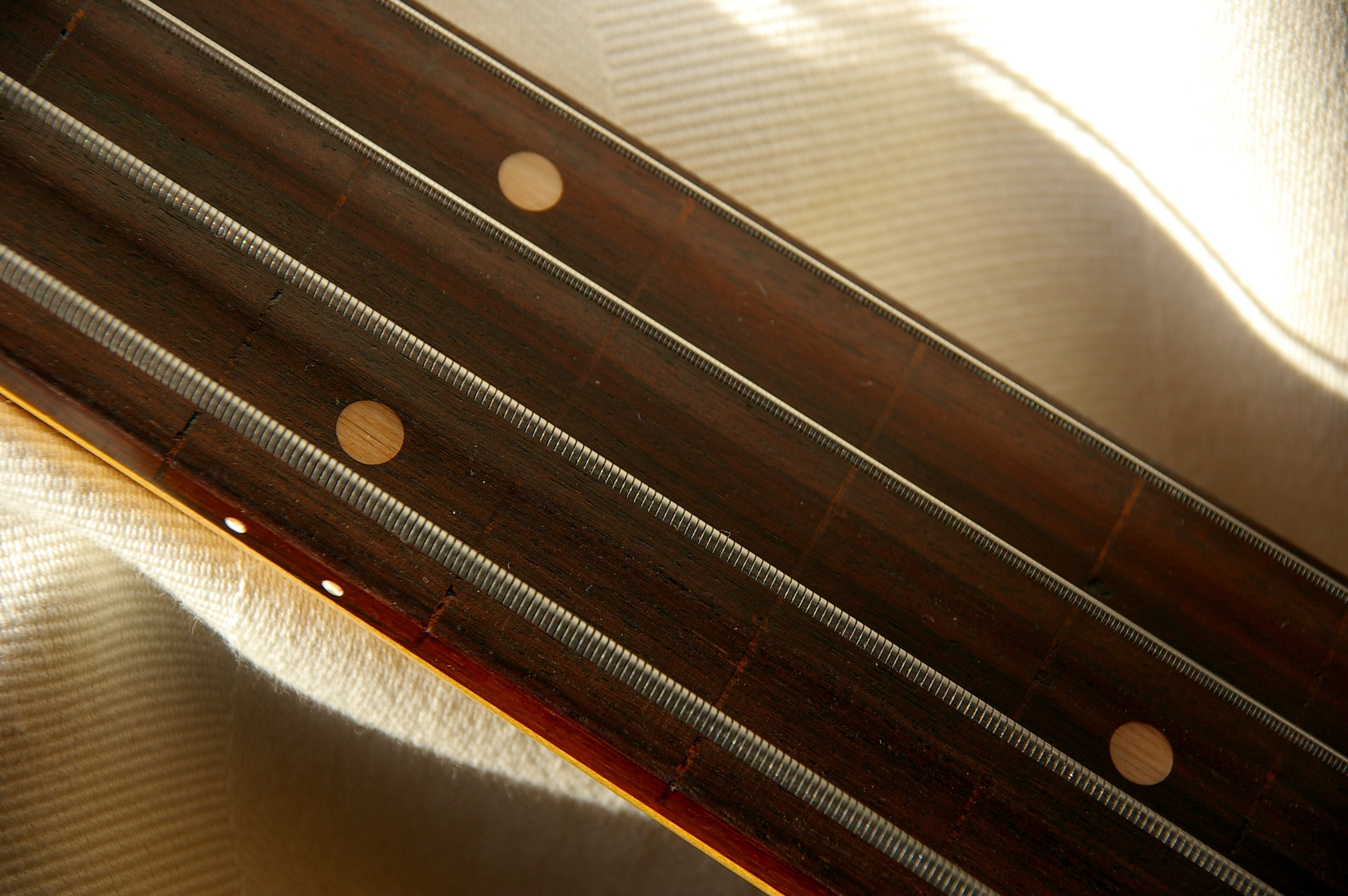
Flatwound-Saiten auf einem bundlosen Fretless Bass

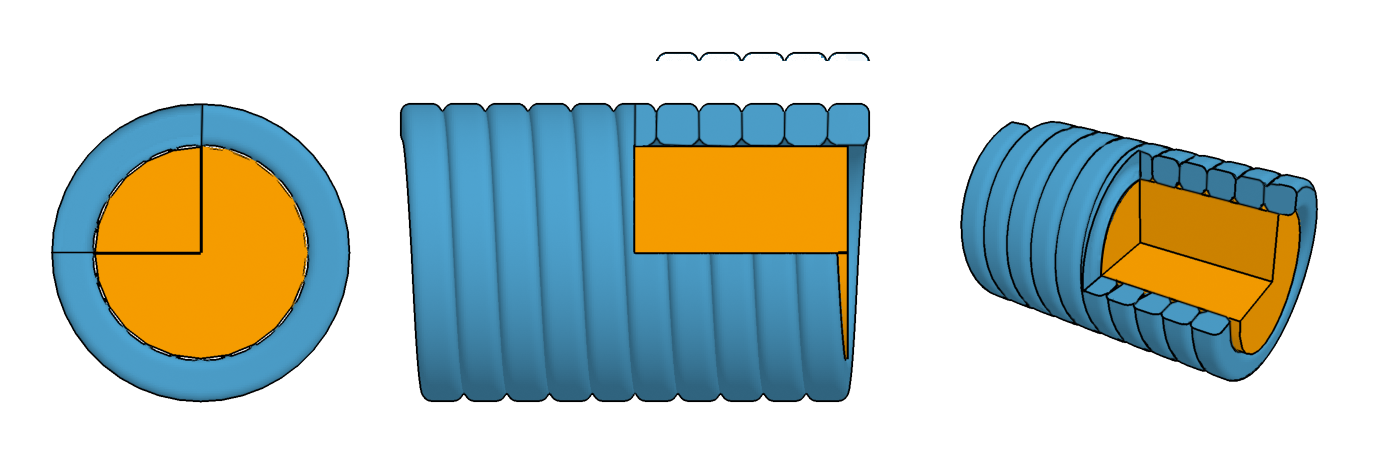
Schemazeichnung Flatwound-Saite. Orangefarben: Saitenkern; blau: Umwicklung mit Flachdraht

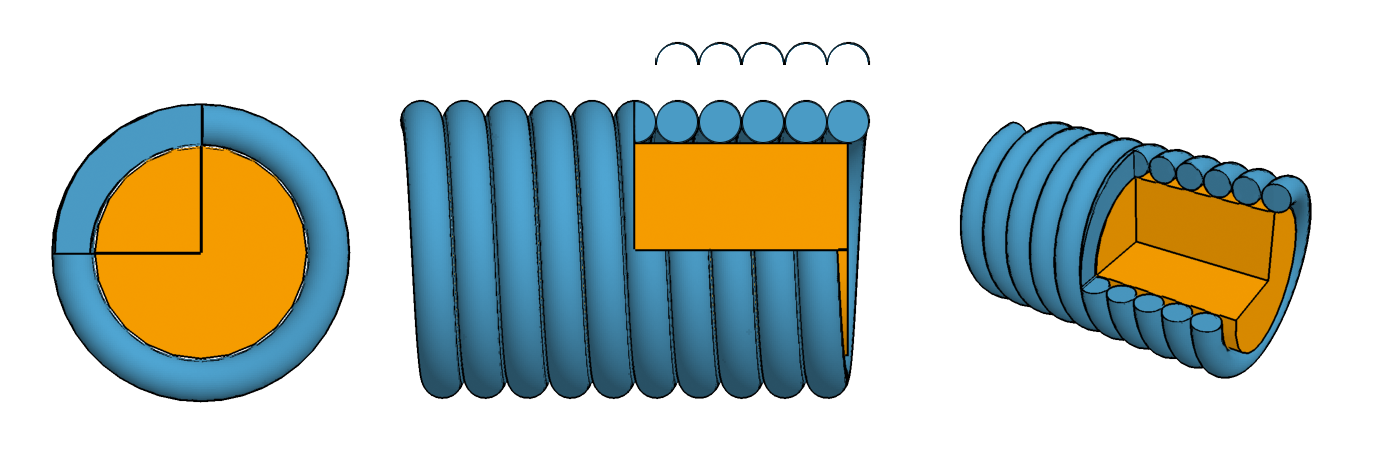
Zum Vergleich: mit rundem Draht umwickelte Saite, sog. Roundwound-Saite

Flatwounds (deutsch Flachgewickelte oder Flachumwickelte) – auch Flatwound-Saiten und manchmal fälschlicherweise „geschliffene Saiten“ genannt – sind eine Form von Saiten aus Metall, bei der die Saitenkerne (Seele) mit dem namengebenden Flachdraht umwickelt sind (Umspinnung). Flatwounds kommen hauptsächlich auf elektrisch verstärkten Zupfinstrumenten wie E-Gitarre und E-Bass zum Einsatz, sie werden in einigen Musikstilen aber auch auf dem akustischen Streichinstrument Kontrabass sowie auf bundlosen Versionen der akustischen Bassgitarre verwendet.

## Eigenschaften und Anwendungsgebiete
Typische Flatwound-Saiten bestehen meist aus den Metallen Nickel oder Stahl; auch Mischungen dieser Metalle sind gebräuchlich. Durch die Umwicklung der Saitenkerne mit Flachdraht haben Flatwounds eine wesentlich glattere Oberfläche als Saiten, deren Kern mit rundem (Roundwounds) oder mit halbrundem Draht (Halfrounds) umwickelt ist. Durch die glatte Oberfläche werden die Nebengeräusche der Finger, die beim Spiel von Zupfinstrumenten besonders durch die Bewegungen der Greifhand auf den Saiten entstehen, weitgehend vermieden. Bei den mit rundem Draht umwickelten Roundwounds sind diese Spielgeräusche dagegen deutlicher zu vernehmen und können sogar gezielt als musikalisches Stilmittel eingesetzt werden.
Im Vergleich mit anderen Saitentypen hat der Klang von Flatwound-Saiten einen geringeren Anteil an hohen Frequenzen bei gleichzeitig mehr oder weniger hervorgehobenen Tiefmitten. Ursache dafür ist ihre gegenüber anderen Saiten größere physikalische Masse und meist größere Steifigkeit bei gleicher Saitenstärke. Das Ergebnis ist ein leicht dumpfer, markanter Ton, der sich im Klangbild von Orchestern und Musikgruppen deutlich von dem stärker höhenbetonter Instrumente abheben kann. Auf der E-Gitarre werden Flatwounds besonders in einigen traditionelleren Stilen des Jazz (wie zum Beispiel Swing, Bebop und Hard Bop) aber auch für Beatmusik eingesetzt; auf dem E-Bass spielen sie unter anderem eine Rolle bei der Klangformung von Early Reggae, ebenfalls in der Beatmusik sowie bei Soul-Musik im Stil der 1960er-Jahre. Wenige Bassisten, wie Steve Harris, benutzen Flatwounds auch für Rock und Metal.
Ein Nebeneffekt der Umwicklung mit Flachdraht ist die gegenüber Saiten mit rauerer Oberfläche geringere Anfälligkeit für Verschmutzungen, was sich positiv auf die Lebensdauer von Flatwounds auswirken kann. Außerdem soll die Verwendung von Flatwound- statt Roundwound-Saiten auf bundlosen Bässen (Fretless Bass) die Abnutzung des Griffbretts verringern.
Zu den bekannten Marken von Flatwound-Saiten zählen D’Addario („Chromes“), Thomastik-Infeld, LaBella sowie Saiten des Herstellers Fender. Die Produkte unterscheiden sich vor allem durch ihre je nach Hersteller andere Steifigkeit und durch den Anteil höherer Frequenzen am Klang.

## Musiker mit stilprägendem Flatwound-Klang
- Charlie Christian, Jazzmusiker, Pionier der E-Gitarre
- Miloslav Ladislav „Ladi“ Geisler, Bassist, Gitarrist des Bert-Kaempfert-Orchesters
- Steve Harris, Heavy-Metal-Bassist bei der Gruppe Iron Maiden
- James Jamerson, Bassist des Motown-Soul
- Paul McCartney, Bassist, bekanntgeworden durch die Gruppe The Beatles
- Wes Montgomery, Jazzgitarrist
- Pino Palladino, Bassist im Bereich Blues